# Kosmos 72
Kosmos 72 – radziecki satelita telekomunikacyjny wysłany wraz z bliźniaczymi Kosmos 71, 73, 74, 75. Szesnasty statek typu Strzała.